# Роджер Бландфорд
Роджер Девід Бландфорд (англ. Roger David Blandford, нар. 1949 р.) — британський астрофізик-теоретик, відомий своїми дослідженнями чорних дір. Член Лондонського королівського товариства та Лондонського королівського астрономічного товариства.

## Біографія
Народився у Ґрантемі, виріс у Бірмінгемі.
Відомий серед астрофізиків завдяки процесу Бландфорда-Знаєка — моделі отримання енергії з чорної діри.
Голова дослідження Astro2010, що допомагає визначати і рекомендує пріоритети фондування в астрономії США на наступне десятиріччя.

## Посади
Член Лондонського королівського товариства, Національної академії наук США, Лондонського королівського астрономічного товариства, Американської академії мистецтв і наук.  Професор фізики Стенфордського університету та Стенфордського центру лінійного прискорення (SLAC) Національної лабораторії прискорення. Працював у Kavli Institute for Particle Astrophysics and Cosmology з 2003 по 2013.

## Нагороди та визнання
- 1982: Премія Гелен Ворнер з астрономії[7]
- 1989: Член Лондонського королівського товариства
- 1993: Член Американської академії мистецтв і наук
- 1998: Премія Денні Гайнемана з астрофізики[8]
- 1999: Медаль Еддінгтона[9]
- 2005: Член Національної академії наук США
- 2009: Член Американського фізичного товариства
- 2011: Премія Гумбольдта
- 2013: Золота медаль Королівського астрономічного товариства[10]
- 2016: Премія Крафорда[11]
- 2018: Лекція Карла Янського
- 2020: Премія Шао з астрономії[12]